# MV Nelcebee
Le MV Nelcebee est une goélette auxiliaire qui a servi  pour le commerce côtier en Australie du Sud de 1883 à 1982.

## Historique
Nelcebee a été construit à Rutherglen en Écosse par Thomas Seath. Il a été assemblé et testé avant d'être remis en pièces et expédié en Australie du Sud où il a été remonté par Thomas Cruickshank à Port Adelaide. Nelcebee a commencé le service en tant que remorqueur et d'allège à Port Pirie. Il a été vendu en 1927.
Nelcebee a ensuite été rééquipé d'un moteur diesel et a reçu deux mâts. Il a commencé ses activités dans le commerce côtier de l'Australie du Sud à partir de 1928, desservant les ports du golfe Spencer et du golfe Saint-Vincent et transportant des charges telles que du blé, du gypse et des minéraux. En 1962, le navire a été vendu à R. Fricker and Company et a commencé à travailler pour approvisionner l'Île Kangourou, une île australienne de l'Océan Indien, jusqu'à ce qu'il soit retiré du service en 1982.

### Préservation
Nelcebee était l'avant-dernier ketch opérant dans le commerce côtier de l'Australie du Sud avec Falie (en). À sa retraite, c'était le troisième navire le plus ancien du Lloyds Register of Shipping. Il est maintenant tenu par le Musée maritime d'Australie du Sud à Port Adélaïde.